# Cavargna
Cavargna (Cavargna in dialetto comasco, AFI: /kaˈvarɲa/) è un comune italiano di 171 abitanti della provincia di Como in Lombardia.

## Geografia fisica
Cavargna è il più alto comune della provincia di Como. Il suo territorio è attraversato dal fiume Cuccio.

## Storia
Di origine preromana, nel Basso Medioevo Cavargna era inserito nella Pieve di Porlezza del Ducato di Milano, della quale il paese seguì le sorti fino alla fine del XVIII secolo.
Nel 1751 il territorio comunale di Cavargna comprendeva già i cassinaggi di "Cassina Mondracco" e "Cassina Vegnia".
Come il resto della pieve di Porlezza, inizialmente Cavargna faceva parte della Riviera di Lecco. Quando poi, nel 1786, la Lombardia austriaca fu divisa in province, Cavargna, pur rimanendo inserito nella stessa pieve, fu aggregato alla provincia di Como.
Durante il periodo napoleonico, nel 1801 il territorio di Cavargna fu in un primo momento aggregato al comune di Buggiolo, per poi recuperare l'autonomia comunale l'anno successivo. Un altro decreto napoleonico sancì, nel 1812, l'accorpamento di Cavargna al comune di San Nazzaro, decisione che fu tuttavia abrogata con la Restaurazione.

### Simboli
Lo stemma, il gonfalone e la bandiera sono stati concessi con DPR del 7 giugno 2024.
Stemma
Le stelle rappresentano le cinque frazioni: Segalè, Mondrago, Finsue, Dosso, Collo; il martello e l'incudine sono gli attrezzi da lavoro dei magnàn, ovvero degli stagnini; san Lucio di Cavargna è venerato nel territorio.

Gonfalone
Bandiera

## Monumenti e luoghi d'interesse

### Architetture religiose

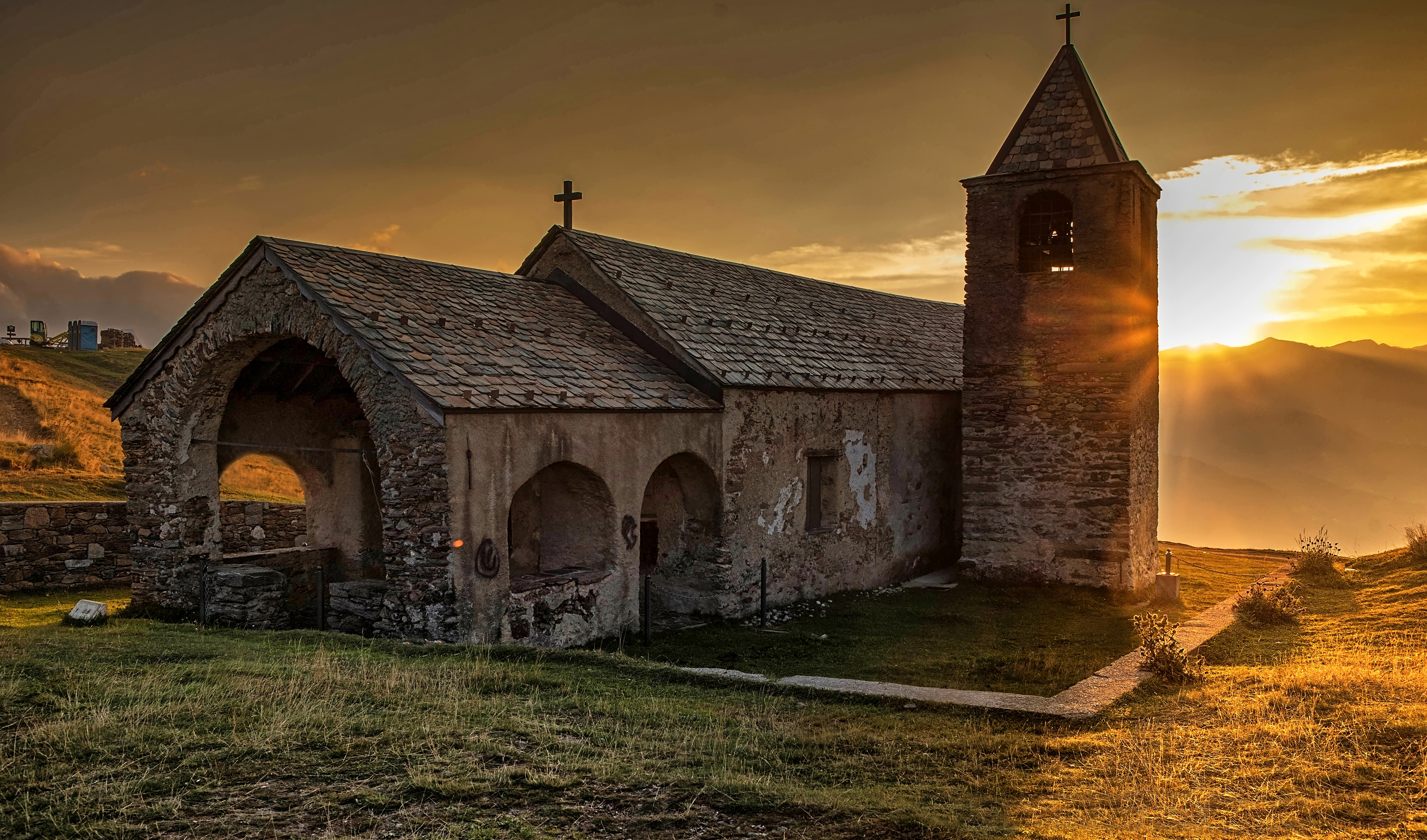
La chiesa di San Lucio

#### Chiese di San Lorenzo
La vecchia chiesa di San Lorenzo, dotata di campanile e attestata nella pieve di Porlezza già nel XIII secolo, fu elevata a parrocchiale nel 1575 su volontà di Carlo Borromeo, il quale la visitò anche nel 1582.
Poco sotto al vecchio edificio religioso si fa notare un altro campanile: quello della nuova chiesa di San Lorenzo. Al suo interno, conserva una pala d'altare risalente al XVI secolo e una statua quattrocentesca di San Lucio, entrambe provenienti dalla chiesetta dedicata a quest'ultimo.

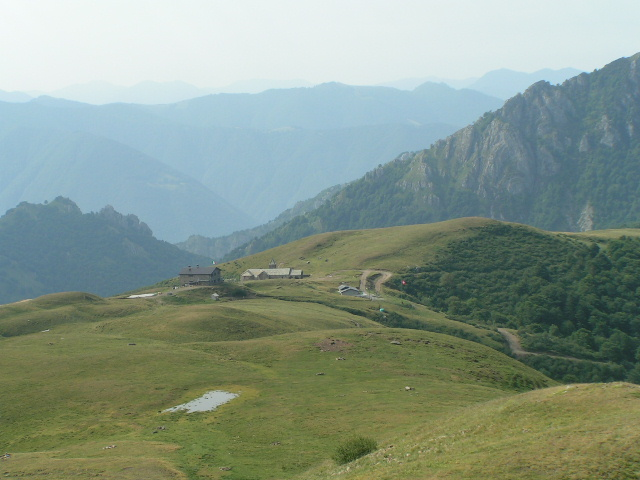
Veduta sul passo di San Lucio

#### Chiesa di San Lucio
Nei pressi del passo di San Lucio, situato a 1542 m s.l.m. sul confine con la Svizzera, si trova l'omonimo oratorio, già attestato nel XIII secolo e presso cui l'arcivescovo Carlo Borromeo in visita a Cavargna nel 1582 si fermò a pregare per quasi una giornata.
Nel 1606, la chiesetta fu descritta in modo dettagliato da Federico Borromeo, in seguito a una visita al luogo. Fu proprio Federico a commissionare l'esecuzione di un intonaco che, per secoli, ricoprì una serie di affreschi databili tra i secoli XV e XVIII.
Esternamente, la chiesetta si presenta con un porticato aggiunto non prima del XV secolo.
All'interno vi si conservano alcuni affreschi databili al XV-XVII secolo (o, più genericamente, in un periodo collocabile tra i secoli XIV e XVIII). Tra i soggetti affrescati si identificano i santi Lorenzo, Lucio e Vincenzo (sulla volta), sant'Antonio Abate (intradosso tra la seconda e la terza campata). La chiesetta ospita l'affresco di un Dio Padre tra visi angelici; racchiusa entro una "mandorla", l'opera e databile tra la fine del XVII secolo e l'inizio del successivo, ed è attribuibile alla scuola dell'artista locale Giovan Battista Pozzo. L'oratorio ospita inoltre statua in legno quattrocesca che rappresenta il santo titolare, patrono dei casari. Nell'area presbiteriale, decorazioni miniaturizzate di paesaggi ignoti.
Secondo la tradizione, la chiesa ospiterebbe le spoglie di Lucio di Cavargna.

#### Chiesa di Sant'Antonio da Padova
La chiesetta di Sant'Antonio di Padova (XVII secolo) è attestata come oratorio già al tempo della visita pastorale del vescovo Pozzobonelli del 1751.

### Architetture civili
- Rifugio San Lucio[23]
- Rifugio Garzirola[23]

## Società

### Evoluzione demografica
- 250 nel 1771[6]
- 302 nel 1799[7]
- 306 nel 1805[8]
- 292 nel 1809[8]
- annessione a San Nazzaro nel 1812
- 394 nel 1853[9]

Abitanti censiti

## Cultura
Dal 1982 Cavargna ospita il Museo della Valle, un museo etnografico sugli usi e costumi, sui mestieri e sulle tradizioni storiche del luogo. Tra le varie sezioni di cui il museo si compone, si registrano quella dedicata al lavoro dei magnani, quella sul fenomeno del contrabbando, quella relativa alle vecchie attività minerarie e siderurgiche e quella sulla religiosità popolare, in particolare alla devozione a san Lucio di Cavargna.

## Economia
Secondo una statistica del Centro Studi Sintesi di Mestre, che ogni anno stila una classifica in base alla "ricchezza" dei comuni italiani in base al reddito, Cavargna è risultato più volte essere il paese più povero d'Italia(nel 2006, con un reddito medio pro capite di circa 2 000 euro). Questo però non è dovuto alla povertà del paese, ma al fatto che, essendo al confine con la Svizzera, la quasi totalità degli abitanti lavora in territorio elvetico e lì paga le tasse.